# Uroš Nikolić
Uroš Nikolić (in serbo  Урош Николић?; Kragujevac, 25 aprile 1987) è un cestista serbo.

## Palmarès
- Supercoppa polacca: 1

Turów Zgorzelec: 2014
- Campionato svizzero: 1

Fribourg Olympic: 2022-23